# Якорцев стелющихся травы экстракт
Якорцев стелющихся травы экстракт (новолат. Tribuli terrestris herbae extract) — гиполипидемическое средство растительного происхождения из надземной части растения якорцы стелющиеся (Tribulus terrestris L.), содержит преимущественно стероидные сапонины фуростанолового типа.
Производится в Болгарии фирмой Софарма под названием «Трибестан».

## Влияние на половую функцию
Препарат не предназначен для лечения половой дисфункции, но в эксперименте на животных (при применении экстракта якорцов стелющихся на пещеристом теле у кроликов) было установлено, что протодиосцин оказывает про-эректильное действие, а исследования на крысах показали, что в результате введения в гипоталамус экстракта якорцов у них повышается активность никотинамид адениндуклеотид фосфат-диафоразы (НАДФ-д) и андроген-рецепторной иммунореактивности. Вероятнее всего, обозначенные эффекты медиируются повышением активности и числа андрогенных рецепторов и нейронов, содержащих окись азота.